# Candyman (personaggio)
Candyman, il cui vero nome è Daniel Robitaille, è un personaggio creato da Clive Barker per il film Candyman - Terrore dietro lo specchio (Candyman) del 1992. Il personaggio è uno spettro vestito con un cappotto che copre il suo orrendo corpo pieno di api e con un enorme uncino al posto della mano destra, egli rappresenta un pittore di colore vissuto nell'Ottocento che venne ucciso dal padre di una ragazza bianca dalla quale ebbe un figlio.

## Storia e caratteristiche

### Letteratura
Candyman è descritto come un uomo dalla pelle scura e le labbra viola. La leggenda dell'evocazione ripetendo 5 volte il suo nome, nel libro non è menzionata.

### Cinema
Figlio di uno schiavo della piantagione Robitaille, in Louisiana, Daniel rivelò precocemente il suo talento artistico. Un facoltoso proprietario terriero lo ingaggiò per dipingere il ritratto di sua figlia Caroline. I due divennero presto amanti: quando Caroline rimase incinta scoppiò uno scandalo.
Daniel fu inseguito e torturato da un gruppo di teppisti senza scrupoli, a cui presto si aggregò il resto del paese. Dopo avergli tagliato la mano destra con una sega arrugginita, l'uomo fu cosparso di miele appena sottratto dai favi. Uno sciame di api inferocite lo finì con le sue punture, mentre la folla lo scherniva al grido di "Candyman! Candyman!". Poco prima della morte, gli fu posto di fronte uno specchio per mostrargli il risultato delle punture. Daniel morì sussurrando "Candyman" per l'ultima volta e la sua anima rimase intrappolata nello specchio stesso.
Quando il suo soprannome viene pronunciato per cinque volte davanti a uno specchio, il leggendario Candyman appare.

## Poteri e abilità
Candyman possiede una forza sovrumana e uccide le sue vittime spesso utilizzando l'uncino al posto della mano destra. Egli ha pure sotto il suo controllo uno sciame di api (che tiene nascosto sotto la giacca, dentro il corpo orribilmente dilaniato) utilizzandole per annunciare il suo arrivo, oppure uccidendo tramite strangolamento. Può creare illusioni nella mente delle sue vittime e farsi vedere anche soltanto da queste, risultando invisibile agli occhi altrui. L'esistenza di Candyman viene condizionata dallo specchio di Caroline o dai suoi stessi dipinti (infatti nel secondo e terzo film quando Annie Tarrant e Caroline McKeever distruggono entrambi egli viene sconfitto). Ma nonostante ciò è sempre ritornato, dimostrando così la sua immortalità.

## I film
1. Candyman - Terrore dietro lo specchio (Candyman), regia di Bernard Rose (1992)
2. L'inferno nello specchio (Candyman 2) (Candyman: Farewell to the Flesh), regia di Bill Condon (1995)
3. Candyman - Il giorno della morte (Candyman: Day of the Dead), regia di Turi Meyer (1999)
4. Candyman, regia di Nia DaCosta (2021)

### In ordine cronologico
1. Candyman - Terrore dietro lo specchio
2. L'inferno nello specchio (Candyman 2)
3. Candyman
4. Candyman - Il giorno della morte